# Paleoantropologia
La paleoantropologia o paleontologia humana (del grec, παλαιός, paleos, "antic"; άνθρωπος, anthropos, "ésser humà"; i λογος, logos, "coneixement") és la branca de l'antropologia física que s'ocupa de l'estudi de l'evolució humana i els seus avantpassats fòssils; en altres paraules, dels homínids antics.
El camp parteix i combina la paleontologia, l'antropologia biològica i l'antropologia cultural. A mesura que avancen les tecnologies i els mètodes, la genètica té un paper creixent, en particular per examinar i comparar l'estructura de l'ADN com a eina vital de la investigació de les línies evolutives de parentiu d'espècies i gèneres relacionats.

## Etimologia
El terme paleoantropologia deriva del grec palaiós (παλαιός) "antic, antic", ánthrōpos (ἄνθρωπος) "home, humà" i el sufix -logía (-λογία) "estudi de".

## Taxonomies hominoides
Els hominoides són una superfamília primordial, actualment es considera que la família dels homínids inclou tant els grans llinatges dels simis com els llinatges humans dins de la superfamília dels hominoides. Els "Homininae" comprenen tant els llinatges humans com els llinatges afins africans. El terme "simis africans" es refereix només a ximpanzés i goril·les. La terminologia de la família biològica immediata actualment està en un flux. El terme "hominina" es refereix a qualsevol gènere de la tribu humana (Hominini), del qual Homo sapiens (humans moderns) és l'únic exemplar viu.

## Història
El començament de la paleoantropologia està unit al de la història de l'Home de Neandertal, quan a l'agost de 1856 va ser descobert l'espècimen que després seria conegut com a Neanderthal 1. El lloc va ser la cova Feldhofer a la vall del riu Neander, a Alemanya. Va ser batejat com a Home de Neanderthal perquè així es diu "vall del Neander" en alemany.
Les restes òssies van ser trobats en una pedrera propera a la ciutat de Düsseldorf. Aquests ossos fòssils eren un casquet cranial, dos fèmurs, els tres ossos del braç dret, dos del braç esquerre, part de l'os ilíac esquerre, i fragments de l'escàpula i costelles. Trobats pels treballadors de la pedrera, van ser deixats de banda perquè els veiés un professor local, naturalista amateur, anomenat Johann Karl Fuhlrott. Ell va sospitar de seguida que aquests ossos representaven peces importants del passat de la humanitat, encara que no preveia que serien les primeres restes d'homínids d'una espècie diferent a l'homo sapiens. El llibre L'origen de les espècies, de Charles Darwin no havia estat publicat encara, sortiria en 1859.
Fuhlrott va enviar una descripció del material a l'anatomista Hermann Schaaffhausen i el descobriment va ser anunciat conjuntament en 1857. Així va començar l'estudi dels homínids fòssils i els seus avantpassats. Després vindria la recerca sense fi del fantasma de la baula perduda.

### Paleoantropologia segons els caçadors-recol·lectors
La visió de l'antropologia que predominava en els anys seixanta era la idea que els caçadors-recol·lectors representaven a la gent que vivia durant l'Edat de Pedra. Eren una mena de fòssils vivents. Va ser en la dècada de 1980 quan els investigadors i els crítics es van qüestionar aquest punt de vista.
Aquesta idea que les poblacions visquessin aïllades dels pobles productors i que consumien el que la biocenosi els proporcionava contradeia les hipòtesis que fins a aquest moment s'acceptaven.
En l'estudi dels pobles primitius, l'etnografia s'aplicava a les anàlisis ideogràfics, que proporcionaven informes d'aquests pobles i la seva vida social. La diferència entre etnografia i prehistòria és que l'etnografia deriva el seu coneixement a partir de l'observació i del contacte directe amb el poble investigat, en canvi la prehistòria deriva el seu coneixement a partir dels elements que es troben dispersos.